# Бошоґту-хунтайджі
Бошоґту-хунтайджі (д/н—1627) — останній володар туметського ханства монголів в 1607—1627 роках.

## Життєпис
Походив з гілки Хубілаїдів династії Чингізидів. Син Намудай Сечен-хан, туметського хана. Про народження й молоді роки нічого невідомо. Після смерті батька у 1607 році реальну владу захопила мачуха Дзьонґен, яка володіла ханською печаткою. Задля вирішення питання влади зі згоди китайського уряду, номінального зверхника Туметського ханства, відбувся шлюб між Бошоґту і Дзьонґен, проте остання мала повну владу в ханстві. Лише після смерті Дзьонґен в 1612 році Бошоґту став фактичним правителем. На честь цього взяв титул хунтайджі.
Невдовзі доєднався до коаліції південномонгольських племен, спрямованої проти централізаторської діяльності Лігден-хана, номінального великого кагана Монголії. Втім у війні проти останнього південномонгольські хани зазнали поразки, а Бошоґту-хунтайджі загинув. Значну частину ханства захопив Лігден-хан.
Втім в Ордосі запанував прямий Емубу, син Бошоґту-хунтайджі. Він у 1632 році атакував Лігден-хана, якому завдав остаточної поразки. 1636 році брав участь у курултаї східно- і південномонгольських племен, що визнали владу Пізньої Цін, надавши маньчжурському хану Абахай титул богдихана.